# Bonaccordita
La bonaccordita és un mineral de la classe dels borats, que pertany al grup de la ludwigita. Rep el seu nom de la localitat de Bon Accord, a Sud-àfrica, on va ser descoberta.

## Característiques
La bonaccordita és un borat de fórmula química Ni₂Fe3+(BO₃)O₂. Va ser aprovada com a espècie vàlida per l'Associació Mineralògica Internacional l'any 1974. Cristal·litza en el sistema ortoròmbic. La seva duresa a l'escala de Mohs és 7.
Segons la classificació de Nickel-Strunz, la bonaccordita pertany a «06.AB: borats amb anions addicionals; 1(D) + OH, etc.» juntament amb els següents minerals: hambergita, berborita, jeremejevita, warwickita, yuanfuliïta, karlita, azoproïta, fredrikssonita, ludwigita, vonsenita, pinakiolita, blatterita, chestermanita, ortopinakiolita, takeuchiïta, hulsita, magnesiohulsita, aluminomagnesiohulsita, fluoborita, hidroxilborita, shabynita, wightmanita, gaudefroyita, sakhaïta, harkerita, pertsevita-(F), pertsevita-(OH), jacquesdietrichita i painita.

## Formació i jaciments
Va ser descoberta a la mina de talc Scotia, un dipòsit de níquel situat a la localitat de Bon Accord, al districte d'Ehlanzeni, a la província de Mpumalanga, Sud-àfrica. Es tracta de l'únic indret on ha estat trobada aquesta espècie mineral.